# Hirenellur, Sagar
Hirenellur là một làng thuộc tehsil Sagar, huyện Shimoga, bang Karnataka, Ấn Độ.